# Steins;Gate 0
Steins;Gate 0  là một trò chơi tiểu thuyết trực quan được phát triển bởi 5pb. Nó là một phần của loạt trò chơi Science Adventure, và là phần tiếp theo của trò chơi Steins;Gate năm 2009. Nó được phát hành bởi 5pb. tại Nhật Bản cho PlayStation 3, PlayStation 4 và PlayStation Vita vào năm 2015, Microsoft Windows năm 2016, Xbox One năm 2017 và Nintendo Switch năm 2019. Nó cũng được PQube phát hành ở Bắc Mỹ và Châu Âu cho PlayStation 4 và PlayStation Vita vào năm 2016, và bởi Spike Chunsoft trên toàn thế giới cho nền tảng Microsoft Windows vào năm 2018 và Nintendo Switch vào năm 2019. Một manga tiền truyện được phát hành vào năm 2017, và một bộ anime chuyển thể từ trò chơi được công chiếu vào năm 2018.
Câu chuyện được nhìn từ quan điểm của một số nhân vật, chủ yếu là sinh viên đại học Okabe Rintaro, nhà du hành thời gian Amane Suzuha, và nhà thần kinh học Hiyajo Maho. Sau khi gặp Maho và đồng nghiệp của cô, Alexis Leskinen, Okabe đã tình nguyện thử nghiệm hệ thống trí tuệ nhân tạo (AI) Amadeus. Người chơi đọc văn bản và đoạn hội thoại bao gồm câu chuyện, và tác động đến diễn biến của cốt truyện bằng cách chọn có trả lời các cuộc gọi điện thoại từ Amadeus hay không. Ở giai đoạn đầu trò chơi, câu chuyện chia thành hai nhánh chính rồi lần lượt phân nhánh thành những kết thúc khác nhau của trò chơi.
Trò chơi đã được đạo diễn bởi Muffomaru Shikura, sử dụng ý tưởng từ audio drama và light novel của Steins;Gate làm nền  tảng cho một số route; tuy nhiên, đây không phải là bản chuyển thể trực tiếp của chúng và tất nhiên có sự thay đổi cho một số kịch bản mới. Âm nhạc được sáng tác bởi Abo Takeshi, người đã thực sự hòa cảm xúc của mình vào mạch chuyện và sử dụng chính những cảm xúc của mình để tạo ra âm nhạc phù hợp với thế giới quan của trò chơi. Chuyển ngữ tiếng Anh là một dự án lớn kéo dài nhiều năm, nó được thực hiện với mục đích tránh cho yếu tố văn hóa phương Tây xuất hiện quá nhiều trong trò chơi do tầm quan trọng của bối cảnh và văn hóa Nhật Bản, tuy nhiên vẫn đảm bảo sao cho người chơi phương Tây có thể tiếp cận được với trò chơi. Trò chơi đã được đón nhận bởi các nhà phê bình, những người yêu thích câu chuyện, hình ảnh và âm thanh; tuy nhiên nó vẫn bị chỉ trích vì đệm vào những cảnh không liên quan gì đến cốt truyện và hệ thống lựa chọn mới đã nhận được sự chỉ trích bởi cả sự phức tạp và cũng có thể đơn giản quá mức với một số người chơi.

## Trò chơi

Người chơi đọc tường thuật trong hộp văn bản và có thể tương tác với các nhân vật bằng cách trả lời tin nhắn trên điện thoại trong trò chơi của họ bằng văn bản hoặc nhãn dán.

Steins;Gate 0 là một tiểu thuyết trực quan, nơi người chơi đọc qua câu chuyện dưới dạng các đoạn văn bản và đoạn hội thoại, kèm theo các họa tiết nhân vật và phông nền. Cốt truyện bao gồm nhiều nhánh, dẫn đến các kết thúc khác nhau. Trái ngược với bản gốc Steins;Gate nơi chỉ có một route chạy từ đầu đến cuối với nhiều rẽ nhánh xuyên suốt, Steins;Gate 0 có đặc trưng với một rẽ nhánh gần ngay thời điểm bắt đầu trò chơi - nơi cốt truyện được chia thành 2 phần chính, mà mỗi phần lại lần lượt dẫn đến các kết thúc khác nhau; có tổng cộng hai đường chuyện chính, cùng với bốn câu chuyện bên lề. Hướng của cốt truyện được xác định dựa trên việc người chơi có chọn trả lời các cuộc gọi từ trí tuệ nhân tạo Amadeus (nhân vật mà người chơi Okabe Rintaro có thể liên lạc qua điện thoại di động của mình) hay không. Ngoài Okabe, người chơi thỉnh thoảng nhập vai tạm thời vào các nhân vật khác, chủ yếu là Amane Suzuha và Hiyajo Maho.
Người chơi cũng có thể sử dụng điện thoại của Okabe để tương tác với bạn bè của mình thông qua ứng dụng tin nhắn RINE:  tại một số thời điểm, trò chơi hiển thị thông báo cho biết Okabe đã nhận được tin nhắn và người chơi có thể lựa chọn giữa các tin nhắn khác nhau để gửi lại - hoặc tin nhắn văn bản hoặc nhãn dán - tạm thời khóa trò chơi vào một cuộc trò chuyện với nhân vật khác và cách phản hồi của nhân vật tùy thuộc vào cách người chơi lựa chọn tin nhắn. Không giống như các cuộc gọi của Amadeus, các tin nhắn RINE không ảnh hưởng đến việc phân nhánh cốt truyện.

## Tóm tắt

### Bối cảnh và cốt truyện

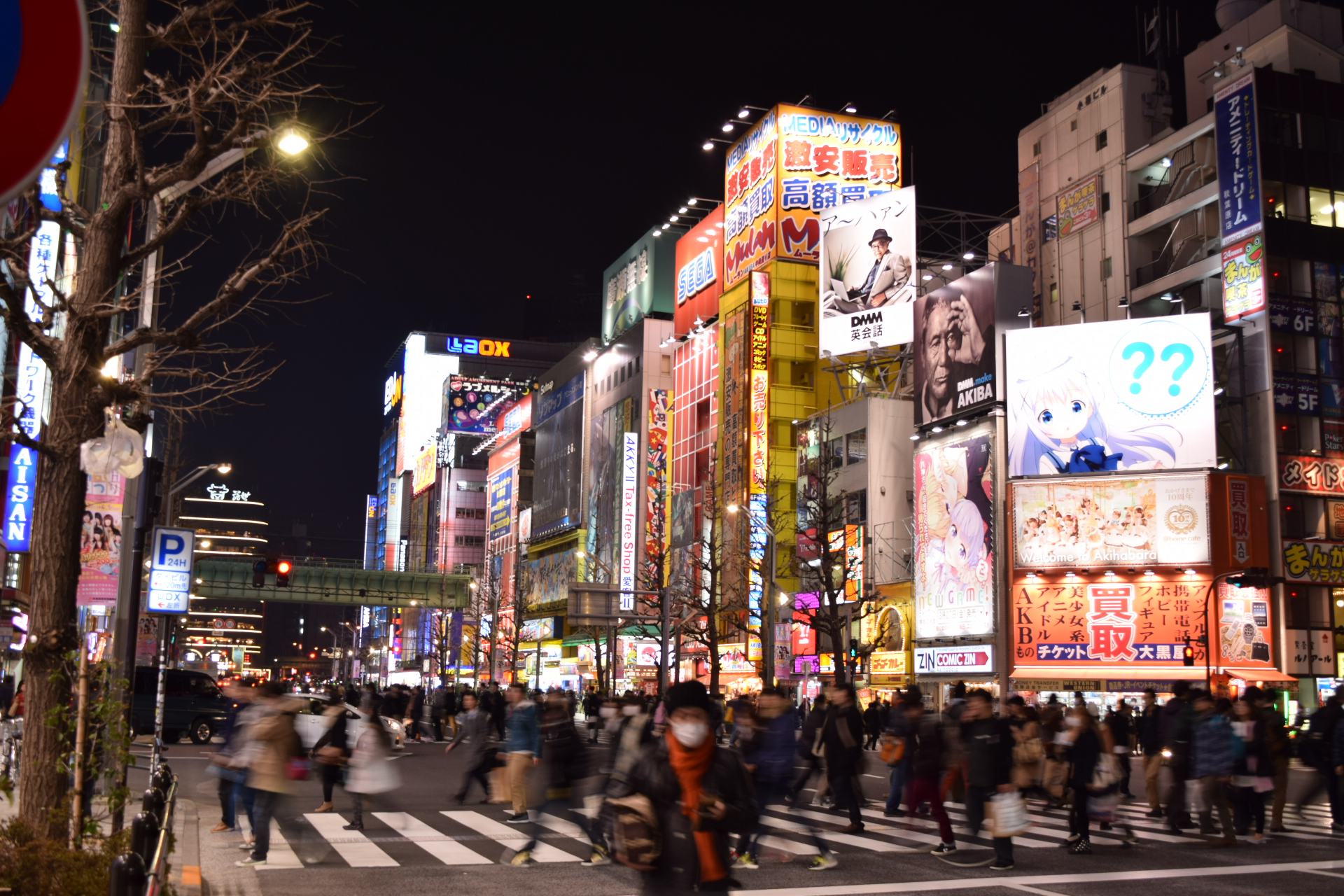
Trò chơi lấy bối cảnh ở Akihabara, Tokyo.

Steins;Gate 0 là một câu chuyện xảy ra ở một tương lai khác trước khi Steins;Gate kết thúc và lấy bối cảnh ở Akihabara, Tokyo. Truyện theo chân một số nhân vật, bao gồm sinh viên đại học Okabe Rintaro, cùng với những người bạn như Shiina Mayuri, nhà thần kinh học Makise Kurisu và hacker Hashida "Daru" Itaru, đã vô tình phát hiện ra cách thức du hành thời gian thông qua việc sử dụng lò vi sóng và điện thoại - PhoneWave - thiết bị mà họ đã sử dụng để gửi tin nhắn văn bản và dữ liệu bộ nhớ được số hóa ngược thời gian. Loại thứ hai, được gọi là "nhảy vọt thời gian", về cơ bản dịch chuyển tâm trí của một người đến cơ thể của họ tại một thời điểm sớm hơn. Điều này đã thu hút sự chú ý của SERN - một tổ chức bí mật nghiên cứu về du hành thời gian, chúng đã gửi nhóm "Rounders" (bao gồm cả Moeka Kiryu) để cướp đoạt cỗ máy thời gian, đồng thời gây ra cái chết của Mayuri trong khi thực hiện nhiệm vụ.
Trong thế giới này, thời gian là tập hợp các "đường thế giới phân nhánh và hợp nhất lại, có nghĩa là các sự kiện tại các đường hội tụ được mặc định là sẽ xảy ra trừ khi các sự kiện trong quá khứ đã được thay đổi để dẫn đến một một lịch sử rất khác biệt thuộc về một nhóm các đường thế giới khác (một "trường thu hút") với các điểm hội tụ khác nhau. Một điểm hội tụ là cái chết của Mayuri năm 2010; để ngăn chặn điều đó, Okabe quay ngược thời gian và gây ra sự thay đổi từ trường thu hút alpha sang beta, nơi Kurisu bị giết và du hành thời gian không được phát hiện. Giữa các trường thu hút alpha và beta là đường thế giới "Steins Gate", không bị ảnh hưởng bởi các điểm hội tụ của chúng. Một số người có thể lưu giữ ký ức từ thế giới trước đó, một khả năng đặc biệt mà Okabe sở hữu được gọi là "Reading Steiner".
Một số nhân vật khác có thể kể đến là con gái tương lai của Daru, nhà du hành thời gian Amane Suzuha; con gái nuôi tương lai của Mayuri - Shiina Kagari; đồng nghiệp của Kurisu - Hiyajo Maho, Alexis Leskinen và Judy Reyes từ Đại học Viktor Chondria; bạn của Okabe - Urushibara Luka và Akiha "Faris NyanNyan" Rumiho; và những người bạn của Mayuri là Amane Yuki, Nakase "Fubuki" Katsumi và Kurushima Kaede.

### Diễn biến chính
Trò chơi bắt đầu trước một chút thời điểm Steins;Gate kết thúc, nơi Suzuha sử dụng cỗ máy thời gian du hành đến ngày 21 tháng 8 năm 2010 nhằm khuyên Okabe ngăn chặn một cuộc chạy đua vũ trang liên quan đến cỗ máy thời gian dẫn đến Thế chiến thứ III; để làm điều này, anh cần phải ngăn cha của Kurisu, bác sĩ Nakabachi giết Kurisu và đưa lý thuyết du hành thời gian của cô đến Nga. Suzuha đưa Okabe đến thời điểm xảy ra vụ án mạng, ngày 28 tháng 7 năm 2010 nhưng anh đã vô tình giết chết chính Kurisu do sự hội tụ của đường thế giới. Khi trở về hiện tại, Okabe từ chối yêu cầu của Suzuha và bị rối loạn stress sau sang chấn.
Gần năm tháng sau, Okabe tham dự buổi thuyết trình của đồng nghiệp Kurisu Maho và Leskinen về hệ thống Amadeus của họ, hệ thống sử dụng các ký ức đã được số hóa thành phiên bản trí tuệ nhân tạo; một trong những phiên bản Amadeus được xây dựng dựa trên nguyên mẫu ký ức của Kurisu. Sau khi trò chuyện với họ, Okabe trở thành người thử nghiệm cho Amadeus, cho phép anh giao tiếp với Amadeus Kurisu qua điện thoại. Trong thời gian chờ đợi Okabe thay đổi suy nghĩ, Suzuha cũng đồng thời tìm kiếm Kagari, người mà cô đã chia cắt trong lúc du hành thời gian đến năm 1998. Maho với phiên bản trí tuệ nhân tạo của Kurisu muốn tiếp cận các lý thuyết của cô, hy vọng có thể cứu được Kurisu thật. Cùng thời điểm đó, Nga, các quốc gia khác và các tổ chức như SERN cũng theo đuổi lý thuyết du hành thời gian và dòng thế giới thay đổi khi họ giám sát các hoạt động xung quanh các lý thuyết và ký ức của Kurisu.
Cốt truyện chia thành hai nhánh chính: Trong phần dẫn đến đoạn kết "Lời hứa Phục hưng", Okabe tạo dựng lại PhoneWave để giúp một người phụ nữ mất trí nhớ nhận ra mình là Kagari, người đã cấy ghép ký ức của Kurisu dẫn đến việc tính cách của cô bị ảnh hưởng; điều này vô tình chuyển anh ta đến năm 2036 trong Thế chiến III. Mặc dù Okabe đã được xác định là sẽ chết vào khoảng năm 2025 nhưng Daru đã phá vỡ điều đó bằng cách cấy dữ liệu bộ nhớ năm 2011 khi mà cơ thể của Okabe vẫn còn sống. Với phát hiện này và quyết tâm ngăn chặn tương lai đen tối, Okabe trở lại năm 2010, phá hủy ổ cứng, xóa Amadeus và gửi tin nhắn D-RINE đến quá khứ của đường thế giới này, tự nhắc bản thân rằng "đánh lừa thế giới và trói buộc mọi khả năng". Kết quả là đường thế giới không được hiển thị.
Nhánh lớn đầu tiên có hai nhánh phụ: Trong nhánh "Mẹ Ngỗng Đệ quy", Okabe và Mayuri truy tìm nguồn gốc của ký ức duy nhất của Kagari, một bài hát mà Okabe hát khi còn nhỏ sau khi bà của Mayuri qua đời. Sau khi suýt bị một chiếc xe tải đâm phải, Kagari lấy lại ký ức, bao gồm cả việc trốn thoát khỏi một cơ sở mà cô bị giam giữ vào năm 2005. Mayuri dự định du hành thời gian cùng Suzuha để đến Steins Gate, nhưng Kagari thay thế Mayuri vì cô sợ không gặp Mayuri ở Steins Gate. Trong "Tự động Kép", Maho trốn trong căn hộ của Faris sau một vụ bắt cóc và kết bạn với Moeka. Nhận thấy ai đó đang cố đánh cắp Amadeus, Leskinen và Maho đi để khóa dữ liệu, nhưng họ bị Reyes phục kích, ả bắn Leskinen và ép Maho đưa cho ả mã truy cập Amadeus. Maho quyết định xóa Amadeus thay vì từ bỏ nó, và cô được cứu khi Moeka bắn Reyes. Trong khi Amadeus Kurisu đang bị xóa, một Kurisu rõ ràng từ một thế giới khác đưa ra quan điểm của cô. Cô kêu gọi sự giúp đỡ và nói với Maho rằng Steins Gate là có thật, nói với Maho mật khẩu máy tính xách tay của cô có liên quan đến bản Piano Sonata số 11, một tác phẩm của Mozart từng là chủ đề cho nhánh kết thúc này. Trở về nhà, Maho tìm ra mật khẩu của Kurisu từ gợi ý này và tìm thấy nghiên cứu của cô.
Trong nhánh lớn thứ hai, dẫn đến "Ngưu lang và Chức nữ", Okabe ngừng thử nghiệm Amadeus. Nếu kết thúc "Lời hứa Phục hưng" được hoàn thành trước tiên, một thông điệp D-RINE sẽ xuất hiện sớm trong nhánh với thông điệp khó hiểu: "đánh lừa thế giới và trói buộc mọi khả năng", nhưng không rõ nguồn gốc của nó. Anh và Maho bị theo dõi bởi các tổ chức bí ẩn muốn có được lý thuyết của Kurisu và ổ cứng của Kurisu đã bị phá hủy trong một cuộc đụng độ giữa các nhóm. Daru và Maho bí mật xây dựng lại PhoneWave trong nỗ lực cứu Kurisu nhưng không thể hoàn thành do thiếu một số thành phần; Okabe nói với họ rằng cứu Kurisu đồng nghĩa với việc hy sinh Mayuri, điều mà Mayuri tình cờ nghe được. Cô quyết định du hành ngược thời gian với Suzuha để thuyết phục Okabe vào năm 2010 cứu Kurisu sau nỗ lực bất thành. Tuy nhiên, Leskinen xuất hiện, tiết lộ rằng ông ta làm việc cho cơ quan tình báo Strategic Focus và có ý định đánh cắp cỗ máy thời gian. Mayuri và Suzuha cố gắng chạy trốn trong cỗ máy thời gian nhưng nó đã bị một tên lửa tấn công và phá hủy. Sau đó, Okabe tiết lộ các thành phần còn thiếu cho Daru và Maho để hoàn thành PhoneWave cho phép anh có thể nhảy vọt thời gian đến một thời điểm trước đó trong ngày và câu thời gian để đảm bảo cho kế hoạch du hành thời gian của Mayuri và Suzuha thành công. Bị bao vây bởi đội của Leskinen, anh ta khẳng khái tuyên bố rằng sẽ tìm đường đến Steins Gate.
Nhánh lớn thứ hai còn có một nhánh phụ "Dấu ấn Gehenna", nơi Maho bị bắt gặp đang nghe lén Reyes và Leskinen, biết được rằng Leskinen đang nghi ngờ Okabe che giấu điều gì đó. Leskinen lợi dụng Maho: cô gặp Okabe, anh nói với cô về du hành thời gian với điều kiện cô không cố gắng cứu Kurisu. Sau khi anh tiết lộ cỗ máy thời gian của Suzuha ở đâu, Maho bóp cổ anh. Khi tỉnh dậy, anh bị Leskinen tra khảo. Cảm thấy tội lỗi vì đã phản bội Okabe, Maho thực hiện một nỗ lực không thành công để cứu Kurisu theo cách riêng của cô. Chiến tranh thế giới thứ ba bắt đầu, Daru chạy trốn khỏi Akihabara để phát triển cỗ máy thời gian và Okabe từ bỏ việc đến Steins Gate.
Đoạn kết cuối cùng, "Giao thoa dải Ngân hà", chỉ xuất hiện sau khi hoàn thành các kết thúc "Lời hứa Phục hưng" và "Ngưu lang và Chức nữ". Nó được thiết lập vào năm 2025 trên một thế giới tương tự nhưng không giống với thế giới từ nhánh "Ngưu lang và Chức nữ". Okabe gửi video D-Mail cho chính bản thân mình năm 2010, hướng dẫn bản thân cách cứu Kurisu và gây ra sự phân kỳ thế giới vào Steins Gate, các sự kiện sau đó sẽ diễn ra như tuyến đường True End trong trò chơi trước. Sau đó anh rời khỏi cỗ máy thời gian để tìm Suzuha và Mayuri, và đưa họ trở lại an toàn vào năm 2025.

## Phát triển
Steins;Gate 0 được phát triển bởi 5pb., và được lên kế hoạch bởi Chiyomaru Shikura và được sản xuất bởi Tatsuya Matsubara và thiết kế nhân vật bởi Huke. Kịch bản được thực hiện bởi Hayashi Naotaka, Yasumoto Toru, Takimoto Masaki, và Tsuchiya Tsukasa, và sử dụng ý tưởng từ loạt light novel Epigraph Trilogy   và audio drama của Steins;Gate cho tuyến "Ngưu lang và Chức nữ", một trong những tuyến chính. Tuy nhiên, đây không phải là một bản chuyển thể trực tiếp: nó cũng có các kịch bản mới và các nhà phát triển mô tả nó như là một "phần tiếp theo được đánh số hợp pháp".
Âm nhạc được sáng tác bởi Abo Takeshi. Quá trình sáng tác nhạc của ông ấy bao gồm đọc cốt truyện của trò chơi, để có được sự hiểu biết đầy đủ nhất có thể về bối cảnh và tính cách nhân vật. Ông coi những ấn tượng đầu tiên của mình về dòng cảm xúc của nhân vật và sự kiện của trò chơi là rất quan trọng: ông sẽ viết chúng cùng với loại nhạc ông muốn sử dụng cho từng cảnh và ghi nhớ chúng khi sáng tác nhạc. Ông nói rằng với cách tiếp cận này, sẽ mất nhiều thời gian hơn nếu ông chỉ thiết kế bài hát bài hát cho từng địa điểm khác nhau trong trò chơi. Cách làm việc của ông đã tạo ra âm nhạc chất lượng cao hơn với mối quan hệ tốt hơn với thế giới quan của trò chơi.
Trò chơi được công bố vào tháng 3 năm 2015. Ban đầu nó dự kiến được phát hành tại Nhật Bản vào ngày 19 tháng 11 năm 2015, nhưng đã bị trì hoãn và phát hành vào ngày 10 tháng 12 năm 2015 cho PlayStation 3, PlayStation 4 và PlayStation Vita. Các bản sao tiếng Nhật đầu tiên của phiên bản PlayStation 4 bao gồm một bản sao PlayStation 4 kỹ thuật số của Steins;Gate đầu tiên. Các phiên bản PlayStation 4 và PlayStation Vita của Steins;Gate 0 đã được PQube phát hành tại châu Âu vào ngày 25 tháng 11 năm 2016 và tại Bắc Mỹ vào ngày 29 tháng 11. Chúng được cung cấp trong "Phiên bản Amadeus" bao gồm đĩa nhạc, sách nghệ thuật, huy hiệu pin và đồ chơi sang trọng, và trong phiên bản giới hạn chỉ bao gồm trò chơi và sách nghệ thuật. Một phiên bản Microsoft Windows đã được phát hành bởi 5pb. tại Nhật Bản vào ngày 26 tháng 8 năm 2016 sau khi bị trì hoãn kể từ ngày phát hành dự kiến vào ngày 24 tháng 6, và được Spike Chunsoft xuất bản quốc tế vào ngày 8 tháng 5 năm 2018 bằng cả tiếng Anh và tiếng Nhật. Một phiên bản Xbox One đã được phát hành kỹ thuật số tại Nhật Bản vào ngày 22 tháng 2 năm 2017. Trò chơi cũng được phát hành cho Nintendo Switch như một phần của bộ sưu tập Steins;Gate: Divergencies Assort cùng với Steins;Gate: My Darling's Embrace và Steins;Gate: linear Bounded Phenogram vào ngày 20 tháng 3 năm 2019 tại Nhật Bản; trên phạm vi quốc tế, phiên bản Nintendo Switch được Spike Chunsoft phát hành vào ngày 10 tháng 12 năm 2019 dưới dạng một trò chơi độc lập.

### Bản địa hóa
Bản địa hóa tiếng Anh được dẫn dắt bởi Adam Lensenmayer, người dịch thuật duy nhất cho dự án;  điều này là để đảm bảo sự thống nhất trong cảm giác của câu chuyện và trong giọng nói của các nhân vật. Việc bản địa hóa đã được thực hiện trong suốt 5 tháng, một điều mà Lensenmayer ghi nhận là một dự án lớn. Đây cũng là một thách thức: việc sử dụng khoa học trong thế giới thực của nó có nghĩa là nhóm bản địa hóa phải nghiên cứu các môn học như trí tuệ nhân tạo, khoa học nhận thức và lý thuyết du hành thời gian để đảm bảo rằng mọi thứ được diễn đạt chính xác. Một thách thức khác là Steins;Gate 0 được viết riêng cho khán giả Nhật Bản, người có thể hiểu một số điều mà người chơi phương Tây sẽ không hiểu, mặc dù Lensenmayer nói rằng đây là một vấn đề nhỏ hơn so với Steins;Gate, do Steins;Gate 0  không khí nặng nề u ám hơn và tập trung ít hơn vào văn hóa otaku và văn hóa internet Nhật Bản và nó được xây dựng trong từ điển giải thích các khái niệm hết sức mơ hồ.
Lensenmayer đã viết văn bản bản địa hóa với một đối tượng chung, dự định nó có thể tiếp cập được bất kể hiểu biết của người chơi về bối cảnh trò chơi,  trong khi làm việc để tạo ra thứ gì đó mà những người chơi Steins;Gate đầu tiên sẽ thích. Nhóm nghiên cứu địa hóa muốn tránh công khai phương Tây hóa trò chơi, vì tầm quan trọng trong bối cảnh và văn hóa Nhật Bản tổ chức tại những câu chuyện và phấn đấu để đạt được một mức độ Tây hóa tương tự như Steins;Gate đầu tiên. Lensenmayer nói rằng một số phần khó định vị, cám dỗ nhóm thay thế chúng bằng nội dung tương tự khác, nhưng họ đã cố gắng tránh điều này bất cứ khi nào có thể. Các khía cạnh của văn hóa Nhật Bản bị coi là quá mơ hồ đối với người chơi phương Tây đã bị xử lý giống như trong Steins;Gate: ví dụ, thuật ngữ Nhật Bản senpai vẫn còn nguyên vẹn, với đoạn đối thoại giải thích ngắn. Một điều chiếm rất nhiều thời gian là bản địa hóa cuộc đối thoại của nhân vật Mayuri do cách nói của cô: Lensenmayer mô tả cách nói chuyện của cô nhiều lúc "sáo rỗng", nhưng không "ngu ngốc hay đần độn", và cho rằng có một sắc thái của sự quan tâm và thấu hiểu phát ra từ lời nói của cô ấy nhưng không biết phải thể hiện sao trong bản dịch trực tiếp. Cô được xem là một nhân vật rất quan trọng, vì vậy việc truyền tải chính xác tính cách của cô được ưu tiên cao.

## Phương tiện liên quan
Là một phần của "Dự án Steins;Gate World Line 2017-2018", một số phương tiện truyền thông dựa trên Steins; Gate 0 đã được sản xuất, bao gồm một manga tiền truyện của Taka Himeno, được xuất bản bởi Kadokawa Shoten ở Young Ace kể từ ngày 4 tháng 8 năm 2017 trong số phát hành tháng 9 năm 2017 và được tổng hợp trong tập tankōbon kể từ ngày 4 tháng 4 năm 2018, và dự kiến kết thúc vào ngày 4 tháng 2 năm 2020 trong số phát hành tháng 3 năm 2020. một bộ anime chuyển thể từ trò chơi của White Fox được công chiếu vào ngày 11 tháng 4 năm 2018, và một tiểu thuyết của trò chơi của Tatsuya Hamazaki, Steins;Gate 0:Solitude of the Mournful Flow, được xuất bản bởi Kadokawa Sneaker Bunko vào ngày 1 tháng 8 năm 2018. Một ứng dụng trò chuyện dựa trên Amadeus Kurisu đã được tiết lộ sẽ được phát triển vào tháng 9 năm 2019. Steins;Gate 0 Elite, phiên bản cập nhật của trò chơi, giống như Steins;Gate Elite đã làm với Steins;Gate, bổ sung hoạt hình đầy đủ đã được công bố tại sự kiện Science Adventure Live hàng năm vào tháng 1 năm 2020 và được phát triển bởi Mages.
Hàng ăn theo Steins;Gate 0 cũng đã được phát hành, bao gồm giày dép, hộp đựng danh thiếp, đồng hồ, áo phông, hoodies, và túi máy tính xách tay. Album Steins;Gate 0 Sound Track được phát hành vào năm 2016 bởi 5pb. và Media Factory.

## Liên kết ngoại
- Official website at the Wayback Machine (archived ngày 9 tháng 10 năm 2017)
- Steins;Gate 0 tại The Visual Novel Database